# Chaetocercus astreans
Colibri-pequeno-de-santa-marta ou estrelinha-de-santa-marta (Chaetocercus astreans) é uma espécie de beija-flor da família Trochilidae.
Apenas pode ser encontrada na Colômbia.